# Trần Ngạc
Trần Ngạc (陳𩖃; 1357 - 1391) là một hoàng tử của triều đại nhà Trần tại Việt Nam, con trai của Trần Nghệ Tông, cha của Trùng Quang Đế.

## Cuộc đời
Long Khánh nguyên niên (1373), Trần Nghệ Tông nhường ngôi cho em trai là Trần Duệ Tông - chú của Trần Ngạc - bản thân làm thái thượng hoàng, chuyển ra ở tại cung Trọng Hoa, Thiên Trường. Tháng 10, năm Long Khánh thứ ba (1375), Trần Duệ Tông phong Trần Ngạc làm tư đồ, kiêm Thái Nguyên trấn quân sự, Phiêu Kị thượng tướng quân; sau sửa làm thái úy, phong Trang Định Vương.
Năm Xương Phù thứ mười hai (1389), thượng hoàng Trần Nghệ Tông phế Trần Phế Đế làm Linh Đức Đại Vương, muốn lập Trần Ngạc. Nhưng ngặt lỗi Trần Ngạc cùng Lê Quý Ly không hợp, bởi vậy Lê Quý Ly kiến nghị Nghệ Tông lập Trần Ngung; Nghệ Tông nghe theo mà lập Trần Ngung làm đế, là Trần Thuận Tông, lại gia phong Trần Ngạc làm Trang Định Đại Vương, chức quan vẫn là thái úy phụ chính.
Năm Quang Thái thứ tư (1391), Lê Quý Ly nhiều lần nói xấu Trần Ngạc trước mặt thượng hoàng Nghệ Tông, Trần Ngạc thấy sợ, bèn trốn đi trang Nam Định, lại theo đường biển tới trại Vạn Ninh, kết quả người trại không nhận. Trần Nghệ Tông sai Khiển Ninh vệ tướng quân Nguyễn Nhân Liệt đuổi theo mang Trần Ngạc về, nhưng Nguyễn Nhân Liệt được Lê Quý Ly sai sử, nửa đường giết hại Trần Ngạc, hàng phong làm Mẫn Vương. Trần Ngạc chết không đến mười năm, Lê Quý Ly cướp ngôi nhà Trần.